# Бауэр, Роберт (футболист)
Роберт Бауэр (нем. Robert Bauer; род. 9 апреля 1995, Пфорцхайм, Баден-Вюртемберг) — немецкий футболист, защитник бакинского «Нефтчи».

## Биография
Родился в семье казахстанских немцев, бабушка и дедушка Роберта были немцы родом из Поволжья.
Мои предки — немцы, эмигрировавшие из страны в XVII или XVIII веке. Мои родители в Казахстане жили недалеко от Астаны, там же родились две мои старшие сестры. В 1994 году вся семья переехала в Германию, где родился уже я. Я дважды был в Казахстане, но почти все мои родственники сейчас живут в Германии.

### Клубная карьера
Заниматься футболом начал в клубе «Букенбург», а затем в молодёжном составе «Карлсруэ». В 2014 году перешёл в «Ингольштадт 04». Дебютировал во Второй Бундеслиге 31 октября 2014 года в матче против «Фортуны» (Дюссельдорф), заменив Альфредо Моралеса в перерыве матча. 22 ноября 2015 года Бауэр оформил дебютный гол в Бундеслиге в матче против «Дармштадт 98».
В 2019 году перешёл в тульский «Арсенал». В команде получил 4-й номер.
6 сентября 2021 года присоединился к бельгийскому клубу «Сент-Трюйден».
25 мая 2023 года подписал однолетний контракт с саудовским клубом «Аль-Таи».
22 июля 2024 года присоединился к азербайджанскому клубу «Нефтчи».

### Карьера за сборную
Включён в состав олимпийской сборной Германии на Олимпийских играх 2016 в Рио-де-Жанейро. Сыграл один матч на Олимпийских играх. Играл на чемпионате мира до 20 лет. Сыграл 5 матчей. Дошёл со своей сборной до 1/4 финала.

## Личная жизнь
14 сентября 2023 года Роберт Бауэр объявил в своём Instagram, что принял ислам. По словам Бауэра, он пришёл к исламу благодаря своей жене и её семье.